# Bamesreiter Schwartz Orchestra
Das BamesreiterSchwartzOrchestra ist eine 23-köpfige Bigband, welche im Herbst 2013 in München von den Bandleadern und Komponisten Lukas Bamesreiter und Richard Friedrich Schwartz gegründet wurde. Musikalisch spannt es den Bogen „von klassischem Powerswing über Cool- und Avantgardeklänge sowie Rockjazz bis zu HipHop-Einflüssen“. Zu den Besonderheiten in der Besetzung zählt neben der vierstimmigen Vokalsektion, die Erweiterung des fünfstimmigen Saxophonsatzes um eine zusätzliche Klarinette sowie die Ergänzung des Blechsatzes durch ein Waldhorn.

## Geschichte
Das Orchester entstand zunächst im Herbst 2013 für die Prüfungskonzerte der beiden Gründer; teilweise wurde dabei auf die damalige Besetzung des Landesjugendjazzorchesters Bayern zurückgegriffen. Nach seiner Etablierung spielte es in den ersten zwei Jahren vor allem Konzerte in München sowie in weiteren Teilen Bayerns. Das für den Klangkörper entstandene Repertoire kann als Programmmusik verstanden werden. Am 17. und 18. November 2015 erfolgten die Aufnahmen für das Debütalbum Metamorphosis im Kyberg Studio unter technischer Leitung von Florian H. Oestreicher und Jason Seizer. Das Album erschien am 24. Februar 2017 bei dem Musiklabel OKeh Records. Im Mai 2017 präsentierte sich das Orchester auf einer Release-Tour in Deutschland.

## Preise und Auszeichnungen
2018 wurde die Formation für den Echo Jazz in den Kategorien „Newcomer“ und „Large Ensemble“ nominiert; sie erhielt die Auszeichnung als „Newcomer des Jahres“. Die Leiter des Orchesters, Lukas Bamesreiter und Richard Friedrich Schwartz, kritisierten die Absage der Preisverleihungsgala durch den Bundesverband Musikindustrie und deren Form gemeinsam mit anderen Preisträgern als schädlich für die Öffentlichkeitswirkung.

## Diskografie
- 2017: Metamorphosis (Okeh Records)[8]